# Playa de El Chinarral
La Playa de El Chinarral de Algeciras es una pequeña cala de unos 250 metros situada entre las puntas de San García y de El Rodeo, en el sur de la ciudad.

## Características
Esta playa posee arenas finas y aguas tranquilas al abrigo de una pequeña ensenada. El fondo de sus aguas es en gran parte rocoso destacando varios arrecifes a unos metros de la costa conocidos como las Hermanas, muy peligrosos para la navegación. Se continúa hacia el norte con la zona de acantilados de Punta del Rodeo y con la dársena de El Saladillo del puerto de Algeciras y hacia el sur con los acantilados del Parque del Centenario y la Playa de Getares. Es una playa poco visitada debido a su pequeño tamaño y a su difícil acceso al estar totalmente rodeada por casas privadas que apenas dejan un pequeño paso.